# アイシン・エーアイ
アイシン・エーアイ株式会社（AISIN AI CO., LTD.）は、かつて存在した小・中容量マニュアルトランスミッションを開発、製造、販売する大手自動車部品メーカー。アイシングループ主要14社の一つであった。

## 概要
アイシン精機（現・アイシン）の子会社であった。アイシン自体は一つの事業が大きくなった場合は分社化するという特徴があり、マニュアルトランスミッション専業企業として城山工場が分社化して設立したものである。
2019年4月1日、経営統合のためアイシン・エィ・ダブリュ（現・アイシン）に吸収合併され消滅した。

## 沿革
- 1991年7月 - アイシン精機（現・アイシン）よりマニュアルトランスミッション部門が分離独立。アイシン・エーアイ株式会社設立（当時は愛知県刈谷市）[1][6]。
- 1992年2月 - 本社を現在地に移転[6]。
- 2008年1月 - 吉良工場完成[6]。
- 2019年4月 - アイシン・エィ・ダブリュ（現・アイシン）と経営統合。

## 主な事業所
- 本社・本社工場 - 愛知県西尾市小島町[2]
- 吉良工場 - 愛知県西尾市吉良町[2]

## 子会社
- エーアイ・マシンテック株式会社（旧・株式会社大法輪工業）[6][7]
- アイシン・メタルテック株式会社（富山県下新川郡）[6][7]

## 海外拠点
- アイシン・エーアイ（タイランド）[8]
- 唐山愛信歯輪有限責任公司[6][8]
- アイシン・エーアイ ヨーロッパ有限会社[6][8]
- アイシン・ワールド・コープ・オブ・アメリカ[8]